# Олимпио, Силванус
Силванус Эпифанио Олимпио (Сильванус, фр. Sylvanus Epiphanio Olympio; 6 сентября 1902, Ломе, Тоголенд — 13 января 1963, там же, Того) — политический и государственный деятель Тоголе́зской Респу́блики. Первый президент независимой республики Того с 27 апреля 1960 по 13 января 1963 года. Премьер-министр Того с 16 мая 1958 по 16 апреля 1961 года.

## Биография
Родился в состоятельной семье богатого торговца и владельца плантации кокосовых орехов, переселившегося в Западную Африку из Бразилии в XIX веке.
Обучался в школе при немецкой католической миссии и французской колониальной школе в Ломе. В 1920 году продолжил учебу в Лондонской школе экономики, где в 1926 году получил научную степень по экономике. Затем окончил аспирантуру по международному праву в Дижоне (Франция) и Вене (Австрия). Знал шесть языков. С 1927 года работал в крупной компании Lever Brothers в Лондоне.
В 1928 году вернулся в Африку, где сначала работал заместителем генерального агента компании Unilever в Лагосе (Нигерия), а затем стал руководителем компании в г. Хо (Гана).
В 1932 году Олимпио был назначен генеральным агентом Объединённой Африканской компании (ОАК), дочерней компании Unilever во французской зоне и переведен в Того.

## Политическая деятельность
После Второй мировой войны Олимпио — один из главных политических лидеров Того. Создатель Комитета Тоголезского единства (Comité de l’union togolaise — CUT), политической организации антиколониальной направленности, стремившейся к объединению значительной части многомиллионного народа эве, жившего на территории разделенной между Французским Тоголендом, Британским Того и Британской колонией Золотой Берег.
С момента окончания второй мировой войны и до обретения Того независимости политические силы страны были разделены на два противоборствующих лагеря. Один из них возглавлял Николас Грюницкий, занимавший профранцузские позиции, его противником стал Силванус Олимпио — лидер, выражавший националистические, то есть, антифранцузские взгляды части жителей Того.
В феврале 1958 года Франция предоставила Того статус республики. На состоявшихся в апреле 1958 года выборах в Палату депутатов победила партия Комитета единства Того. Новое правительство возглавил Силванус Олимпио, сменивший на этом посту Николаса Грюницкого.
27 апреля 1960 года Того провозгласила независимость, С. Олимпио как действующий премьер-министр стал главой государства. В 1961 году после победы на всеобщих выборах он набрал 99 % голосов избирателей и стал первым президентом Того.
Сильванус Эпифанио Олимпио занимал пост президента Тоголе́зской Респу́блики с 25 апреля 1961 по 13 января 1963 года.
Одной из главных политических целей президента было уменьшение экономической зависимости Того от Франции при одновременном развитии сотрудничества страны с Великобританией, США и Германией. Были сделаны шаги по замене франка КФА суверенной валютой, привязанной к немецкой марке.
Отказ С. Олимпио предоставить группе молодых офицеров, ветеранов франко-алжирской войны, посты в руководстве Тоголезской армии вызвал недовольство среди военных. В декабре 1961 года им было отдано указание об аресте руководителей оппозиции. Обвинив их в подготовке антиправительственного заговора, Олимпио издал декрет о роспуске оппозиционных партий.
13 января 1963 года в Того произошел военный переворот, первый в современной истории независимых африканских государств к югу от Сахары, организованный группой военных во главе с Этьеном Эйадема, в ходе которого в ночь с 12 на 13 января 1963 года президент Сильванус Олимпио был убит (лично сержантом Эйадемой), в стране было объявлено чрезвычайное положение. Военные передали власть временному правительству во главе с Николасом Грюницким.